# Eugen Wiesberger
Eugen Wiesberger (ur. 23 marca 1900, zm. 14 czerwca 1953) – austriacki zapaśnik walczący w stylu klasycznym. Olimpijczyk z Amsterdamu 1928, gdzie zajął czwarte miejsce w wadze ciężkiej.
Ojciec Eugena Wiesbergera Jr., zapaśnika i olimpijczyka z 1956, 1960 i 1964 roku.

## Letnie Igrzyska Olimpijskie 1928
| Konkurencja             | Rundy eliminacyjne        | Rundy eliminacyjne   | Rundy eliminacyjne      | Rundy eliminacyjne   | Rundy eliminacyjne  | Klas. końcowa |
| Konkurencja             | Przeciwnik I              | Przeciwnik II        | Przeciwnik III          | Przeciwnik IV        | Przeciwnik V        | Miejsce       |
| ----------------------- | ------------------------- | -------------------- | ----------------------- | -------------------- | ------------------- | ------------- |
| +82,5 kg styl klasyczny | Alberts Zvejnieks (LAT) Z | Ibrahim Subh (EGY) Z | Hjalmar Nyström (FIN) P | Rajmund Badó (HUN) Z | Josef Urban (TCH) Z | 4.            |